# Anna Paulson
Anna Sofia Perpetua Paulsson (29 de fevereiro de 1984) é uma ex-futebolista profissional sueca que atuava como defensora.

## Carreira
Anna Paulson fez parte do elenco da Seleção Sueca de Futebol Feminino, nas Olimpíadas de 2000, 2004 e 2008. 